# Antonin (powiat kaliski)
Antonin – wieś w Polsce, położona w województwie wielkopolskim, w powiecie kaliskim, w gminie Szczytniki.
| SIMC    | Nazwa     | Rodzaj     |
| ------- | --------- | ---------- |
| 0209674 | Kornelin  | część wsi  |
| 0209680 | Pamiątków | przysiółek |

W latach 1975–1998 wieś należała administracyjnie do województwa kaliskiego.